# Persone di nome Adriano
| Questa pagina contiene informazioni ricavate automaticamente dalle voci biografiche con l'ausilio del template Bio e di un bot. L'aggiornamento è periodico e automatico e ricostruisce completamente la pagina. Se manca una persona in questa lista, sei pregato di non aggiungerla, ma accertati piuttosto che la sua voce biografica contenga il template Bio e che i dati anagrafici siano correttamente compilati. Se il template Bio manca, inseriscilo tu stesso o, in alternativa, metti l'avviso {{tmp\|Bio}} che ne segnala la mancanza. Se i dati riportati sono sbagliati, correggi direttamente la voce biografica; le modifiche saranno visibili in questa lista entro pochi giorni. Per chiarimenti vedi il progetto antroponimi. La lista contiene solo le 260 persone che sono citate nell'enciclopedia e per le quali è stato implementato correttamente il template Bio. Pagina aggiornata al 6 ago 2025. |

Questa è una lista di persone presenti nell'enciclopedia che hanno il nome Adriano, suddivise per attività principale.

## Abati(1)
- Adriano di Canterbury, abate e santo berbero († 710)

## Allenatori di calcio(7)
- Adriano Bardin, allenatore di calcio e ex calciatore italiano (Schio, n. 1944)
- Adriano Bonaiuti, allenatore di calcio e ex calciatore italiano (Roma, n. 1967)
- Adriano Buffoni, allenatore di calcio italiano (Colle Umberto, n. 1940)
- Adriano Cadregari, allenatore di calcio italiano (Crema, n. 1954)
- Adriano Munoz, allenatore di calcio e ex calciatore brasiliano (Itapiranga, n. 1978)
- Adriano Zancopè, allenatore di calcio, dirigente sportivo e ex calciatore italiano (Padova, n. 1971)
- Adriano Zecca, allenatore di calcio e calciatore italiano (Borzoli, n. 1923 - Genova, † 1983)

## Allenatori di pallacanestro(1)
- Adriano Vertemati, allenatore di pallacanestro italiano (Milano, n. 1981)

## Allenatori di pallavolo(1)
- Adriano Guidetti, allenatore di pallavolo e ex pallavolista italiano (Modena, n. 1935)

## Ammiragli(1)
- Adriano Foscari, ammiraglio e marinaio italiano (Venezia, n. 1904 - Venezia, † 1980)

## Antifascisti(1)
- Adriano Tardelli, antifascista italiano (Capanne di Careggine, n. 1896 - Piazza al Serchio, † 1945)

## Archeologi(2)
- Adriano La Regina, archeologo e etruscologo italiano (Napoli, n. 1937)
- Adriano Maggiani, archeologo, etruscologo e funzionario italiano (La Spezia, n. 1943 - Firenze, † 2025)

## Architetti(2)
- Adriano Cristofali, architetto e ingegnere italiano (Verona, n. 1718 - Verona, † 1788)
- Adriano Preite, architetto italiano (Copertino, n. 1724 - Copertino, † 1804)

## Archivisti(1)
- Adriano Cappelli, archivista, paleografo e storico italiano (Modena, n. 1859 - Vigatto, † 1942)

## Arcivescovi cattolici(2)
- Adriano Bernardini, arcivescovo cattolico e diplomatico italiano (Piandimeleto, n. 1942)
- Adriano Bernareggi, arcivescovo cattolico italiano (Oreno, n. 1884 - Bergamo, † 1953)

## Arcivescovi ortodossi(1)
- Adriano, arcivescovo ortodosso russo (Mosca, n. 1637 - Mosca, † 1700)

## Artisti marziali(1)
- Adriano Emperado, artista marziale statunitense (Honolulu, n. 1926 - Honolulu, † 2009)

## Artisti marziali misti(1)
- Adriano Moraes, artista marziale misto brasiliano (Brasilia, n. 1989)

## Attori(7)
- Adriano Braidotti, attore e regista italiano (Trieste, n. 1978)
- Adriano Giannini, attore e doppiatore italiano (Roma, n. 1971)
- Adriano Micantoni, attore italiano (Roma, n. 1921 - Milano, † 1994)
- Adriano Pantaleo, attore italiano (Napoli, n. 1983)
- Adriano Rimoldi, attore italiano (La Spezia, n. 1912 - Roma, † 1965)
- Adriano Valerini, attore e letterato italiano (Verona)
- Adriano Wajskol, attore, regista e produttore cinematografico italiano (Milano, n. 1963)

## Aviatori(2)
- Adriano Mantelli, aviatore, militare e imprenditore italiano (Parma, n. 1913 - Firenze, † 1995)
- Adriano Monti, aviatore e generale italiano (Terracina, n. 1893)

## Avvocati(3)
- Adriano Belli, avvocato, musicologo e critico musicale italiano (Roma, n. 1877 - Roma, † 1963)
- Adriano Bernardi, avvocato e politico italiano (Trento, n. 1898 - † 1973)
- Adriano Cerquetti, avvocato e politico italiano (Morrovalle, n. 1931 - † 2003)

## Banchieri(1)
- Adriano Lemmi, banchiere italiano (Livorno, n. 1822 - Firenze, † 1906)

## Beati(1)
- Adriano Fortescue, beato inglese († 1539)

## Biatleti(1)
- Adriano Darioli, ex biatleta italiano (Bognanco, n. 1956)

## Bobbisti(2)
- Adriano Bee, ex bobbista e ex rugbista a 15 italiano (Lamon, n. 1952)
- Adriano Frassinelli, ex bobbista italiano (Pieve di Cadore, n. 1943)

## Calciatori(50)
- Adriano Leite Ribeiro, ex calciatore brasiliano (Rio de Janeiro, n. 1982)
- Adriano Pereira da Silva, ex calciatore brasiliano (Salvador, n. 1982)
- Adriano, calciatore brasiliano (Rio de Janeiro, n. 1999)
- Adriano Pimenta, ex calciatore brasiliano (Goiânia, n. 1982)
- Adriano Amorim, calciatore brasiliano (Taguatinga, n. 2002)
- Adriano Banelli, ex calciatore italiano (Città di Castello, n. 1948)
- Adriano Barbosa Miranda da Luz, ex calciatore capoverdiano (Lisbona, n. 1979)
- Adriano Bassetto, calciatore e allenatore di calcio italiano (Vicenza, n. 1925 - Genova, † 1999)
- Adriano Basso, ex calciatore brasiliano (Jundiaí, n. 1975)
- Adriano Bertaccini, calciatore belga (Charleroi, n. 2000)
- Adriano Birtig, ex calciatore italiano (Udine, n. 1940)
- Adriano Capra, ex calciatore italiano (Omegna, n. 1951)
- Adriano Castanheira, calciatore portoghese (Neuchâtel, n. 1993)
- Adriano Coduri, ex calciatore svizzero (Mendrisio, n. 1937)
- Adriano Correia, ex calciatore brasiliano (Curitiba, n. 1984)
- Adriano Corrente, calciatore italiano (Capodistria, n. 1929 - Rovereto, † 2017)
- Adriano De Pierro, calciatore svizzero (Echandens, n. 1991)
- Adriano Belmiro Duarte Nicolau, calciatore angolano (Saurimo, n. 1992)
- Adriano Facchini, ex calciatore brasiliano (Xaxim, n. 1983)
- Adriano Fedele, ex calciatore e allenatore di calcio italiano (Udine, n. 1947)
- Adriano Ferreira Martins, ex calciatore brasiliano (San Paolo, n. 1982)
- Adriano Ferreira Pinto, calciatore brasiliano (Quinta do Sol, n. 1979)
- Adriano Freitas, calciatore uruguaiano (Santana do Livramento, n. 1997)
- Adriano Gè, calciatore italiano (Sampierdarena, n. 1919 - Genova, † 1996)
- Adriano Gerlin da Silva, ex calciatore e dirigente sportivo brasiliano (Dracena, n. 1974)
- Adriano Grimaldi, calciatore tedesco (Gottinga, n. 1991)
- Adriano Jagušić, calciatore croato (Koprivnica, n. 2005)
- Adriano Lombardi, calciatore e allenatore di calcio italiano (Ponsacco, n. 1945 - Mercogliano, † 2007)
- Adriano Malisan, ex calciatore italiano (Udine, n. 1956)
- Adriano Duarte Mansur da Silva, ex calciatore brasiliano (Ponte Nova, n. 1980)
- Adriano Manzino, ex calciatore italiano (Ghislarengo, n. 1933)
- Adriano Martelli, ex calciatore italiano (Sabbioneta, n. 1950)
- Adriano Martins, calciatore brasiliano (Rio de Janeiro, n. 1997)
- Adriano Maschietto, calciatore italiano (San Donà di Piave, n. 1939 - Mestre, † 2016)
- Adriano Mezavilla, calciatore brasiliano (Maringá, n. 1983)
- Adriano Minelli, calciatore italiano (Bologna, n. 1919 - Bologna, † 1997)
- Adriano Montalto, calciatore italiano (Erice, n. 1988)
- Adriano Novellini, ex calciatore italiano (Mariana Mantovana, n. 1948)
- Adriano Pellegrino, calciatore australiano (Adelaide, n. 1984)
- Adriano Piraccini, ex calciatore e allenatore di calcio italiano (Cesena, n. 1959)
- Adriano Reginato, ex calciatore italiano (Carbonera, n. 1937)
- Adriano Rossi, calciatore italiano (Fidenza, n. 1931 - Fidenza, † 2017)
- Adriano Russo, ex calciatore italiano (Napoli, n. 1987)
- Adriano Samaniego, ex calciatore paraguaiano (Luque, n. 1963)
- Adriano Alex Taribello, ex calciatore italiano (Merate, n. 1976)
- Adriano Tedoldi, calciatore italiano (Nuvolento, n. 1952 - Paitone, † 2018)
- Adriano Teixeira, ex calciatore brasiliano (Fortaleza, n. 1973)
- Adriano Varljen, ex calciatore e allenatore di calcio italiano (Fiume, n. 1939)
- Adriano Zanier, calciatore e allenatore di calcio italiano (Udine, n. 1948 - Alessandria, † 2003)
- Adriano Bispo dos Santos, ex calciatore brasiliano (São Vicente, n. 1987)

## Cantanti(1)
- Adriano Celentano, cantante, showman e attore italiano (Milano, n. 1938)

## Cantautori(1)
- Adriano Pappalardo, cantautore e attore italiano (Copertino, n. 1945)

## Cardinali(2)
- Adriano Castellesi, cardinale, vescovo cattolico e umanista italiano (Corneto, n. 1461 - Venezia, † 1521)
- Adriano Fieschi, cardinale italiano (Genova, n. 1788 - Roma, † 1858)

## Ceramisti(1)
- Adriano Leverone, ceramista e scultore italiano (Quiliano, n. 1953 - Moconesi, † 2022)

## Cestisti(3)
- Adriano José Faggian Galvão, ex cestista brasiliano (Porto Ferreira, n. 1980)
- Jun Papa, cestista filippino (Manila, n. 1945 - Parañaque, † 2005)
- Adriano Pigato, ex cestista italiano (Thiene, n. 1981)

## Chirurghi(1)
- Adriano Bompiani, chirurgo, ginecologo e politico italiano (Roma, n. 1923 - Roma, † 2013)

## Chitarristi(1)
- Adriano Viterbini, chitarrista, cantante e compositore italiano (Marino, n. 1979)

## Ciclisti su strada(8)
- Adriano Amici, ex ciclista su strada e dirigente sportivo italiano (Bologna, n. 1943)
- Adriano Durante, ciclista su strada italiano (Treviso, n. 1940 - Oderzo, † 2009)
- Adriano Malori, ex ciclista su strada e pistard italiano (Parma, n. 1988)
- Adriano Passuello, ex ciclista su strada italiano (Longa di Schiavon, n. 1942)
- Adriano Pella, ciclista su strada italiano (Valdengo, n. 1945 - Biella, † 2013)
- Adriano Vignoli, ciclista su strada italiano (Sasso Marconi, n. 1907 - Casalecchio di Reno, † 1996)
- Adriano Zamboni, ciclista su strada italiano (Montorio Veronese, n. 1933 - Verona, † 2005)
- Adriano Zanaga, ciclista su strada italiano (Padova, n. 1896 - Padova, † 1977)

## Compositori(3)
- Adriano, compositore e direttore d'orchestra svizzero (Friburgo, n. 1944)
- Adriano Guarnieri, compositore italiano (Sustinente, n. 1947)
- Adriano Lualdi, compositore, direttore d'orchestra e politico italiano (Larino, n. 1885 - Milano, † 1971)

## Critici cinematografici(1)
- Adriano Aprà, critico cinematografico, attore e saggista italiano (Roma, n. 1940 - Roma, † 2024)

## Direttori della fotografia(1)
- Adriano Bernacchi, direttore della fotografia italiano (Milano, n. 1931 - Milano, † 2014)

## Dirigenti pubblici(1)
- Adriano Degano, dirigente pubblico italiano (Povoletto, n. 1920 - Roma, † 2014)

## Dirigenti sportivi(4)
- Adriano Baffi, dirigente sportivo, ex ciclista su strada e pistard italiano (Vailate, n. 1962)
- Adriano Galliani, dirigente sportivo, imprenditore e politico italiano (Monza, n. 1944)
- Adriano Polenta, dirigente sportivo e ex calciatore italiano (Osimo, n. 1958)
- Adriano Rodoni, dirigente sportivo italiano (Milano, n. 1898 - Milano, † 1985)

## Drammaturghi(2)
- Adriano Marenco, drammaturgo e giornalista italiano (Roma, n. 1973)
- Adriano Vianello, drammaturgo, regista teatrale e autore televisivo italiano (Venezia, n. 1960 - Roma, † 2009)

## Filosofi(2)
- Adriano Bausola, filosofo italiano (Ovada, n. 1930 - Roma, † 2000)
- Adriano Tilgher, filosofo, saggista e critico teatrale italiano (Resina, n. 1887 - Roma, † 1941)

## Fisici(3)
- Adriano de Paiva, fisico portoghese (Braga, n. 1847 - Porto, † 1907)
- Adriano Di Giacomo, fisico italiano (Matera, n. 1936)
- Adriano Gozzini, fisico italiano (Firenze, n. 1917 - Pisa, † 1994)

## Fondisti di corsa in montagna‎(1)
- Adriano Pezzoli, fondista di corsa in montagna italiano (n. 1964)

## Francescani(1)
- Adriano Caserotti, francescano e missionario italiano (Cogolo, n. 1842 - Sivas, † 1900)

## Fumettisti(1)
- Adriano Carnevali, fumettista, enigmista e autore di giochi italiano (Milano, n. 1948)

## Generali(4)
- Adriano Gransinigh, generale e storico italiano (Tavagnacco, n. 1932 - Tolmezzo, † 2006)
- Adriano Guerrieri, generale italiano (Fucecchio, n. 1916 - Roma, † 1998)
- Adriano Magi-Braschi, generale italiano (Genova, n. 1917 - Bracciano, † 1995)
- Adriano Santini, generale italiano (Vicovaro, n. 1948)

## Genetisti(1)
- Adriano Buzzati Traverso, genetista e biofisico italiano (Milano, n. 1913 - Milano, † 1983)

## Geografi(1)
- Adriano Balbi, geografo e statistico italiano (Venezia, n. 1782 - Venezia, † 1848)

## Giocatori di calcio a 5(1)
- Adriano Foglia, giocatore di calcio a 5 brasiliano (San Paolo, n. 1981)

## Giocatori di curling(1)
- Adriano Lorenzi, giocatore di curling italiano (Cortina d'Ampezzo, n. 1960)

## Giocatori di football americano(1)
- Adriano Belli, ex giocatore di football americano canadese (Toronto, n. 1977)

## Giornalisti(8)
- Adriano Aragozzini, giornalista, produttore discografico e produttore teatrale italiano (Roma, n. 1938)
- Adriano Attus, giornalista, grafico e artista italiano (Sanremo, n. 1971)
- Adriano Baracco, giornalista, sceneggiatore e produttore cinematografico italiano (Vicenza, n. 1907 - Milano, † 1976)
- Adriano De Zan, giornalista, telecronista sportivo e conduttore televisivo italiano (Roma, n. 1932 - Milano, † 2001)
- Adriano Giovannetti, giornalista, regista e sceneggiatore italiano (Montegiorgio, n. 1884 - Torino, † 1958)
- Adriano Guerra, giornalista italiano (Voghera, n. 1926 - Roma, † 2011)
- Adriano Mazzoletti, giornalista, scrittore e conduttore radiofonico italiano (Genova, n. 1935 - Roma, † 2023)
- Adriano Scianca, giornalista italiano (Orvieto, n. 1980)

## Hockeisti su ghiaccio(1)
- Adriano Tancon, ex hockeista su ghiaccio italiano (Canale d'Agordo, n. 1958)

## Imprenditori(3)
- Adriano Bacconi, imprenditore e personaggio televisivo italiano (Firenze, n. 1964)
- Adriano Olivetti, imprenditore, ingegnere e politico italiano (Ivrea, n. 1901 - Aigle, † 1960)
- Adriano Panzironi, imprenditore italiano (Roma, n. 1972)

## Ingegneri(5)
- Adriano Barcelloni Corte, ingegnere, urbanista e politico italiano (Belluno, n. 1888 - † 1980)
- Adriano De Maio, ingegnere italiano (Biella, n. 1941)
- Adriano Galli, ingegnere italiano (Napoli, n. 1904 - Napoli, † 1956)
- Adriano Paolo Morando, ingegnere italiano (Milano, n. 1949 - Carnate, † 2013)
- Adriano Tournon, ingegnere, imprenditore e politico italiano (Pavia, n. 1883 - Torino, † 1978)

## Latinisti(1)
- Adriano Bacchielli, latinista, traduttore e insegnante italiano (Urbino, n. 1921 - Ancona, † 1987)

## Linguisti(1)
- Adriano Valerio Rossi, linguista e filologo italiano (Roma, n. 1947)

## Mafiosi(1)
- Adriano Graziano, mafioso italiano (Quindici, n. 1967)

## Magistrati(1)
- Adriano De Cupis, magistrato e funzionario italiano (Roma, n. 1845 - Roma, † 1930)

## Matematici(1)
- Adriano Garsia, matematico italiano (Tunisi, n. 1928 - San Diego, † 2024)

## Medici(2)
- Adriano Fiori, medico, botanico e micologo italiano (Casinalbo, n. 1865 - Casinalbo, † 1950)
- Adriano Milani Comparetti, medico italiano (Firenze, n. 1920 - Firenze, † 1986)

## Militari(9)
- Adriano Adami, militare italiano (Perugia, n. 1921 - Saluzzo, † 1945)
- Adriano Alberti, militare, storico e politico italiano (Milano, n. 1870 - Torino, † 1955)
- Adriano Angerilli, militare italiano (San Ginesio, n. 1918 - Arezzo, † 2021)
- Adriano Auguadri, militare italiano (Como, n. 1897 - Guri i Topit, † 1941)
- Adriano Bacula, militare e aviatore italiano (Napoli, n. 1894 - Regno di Jugoslavia, † 1938)
- Adriano Issel, militare italiano (Genova, n. 1862 - Amba Alagi, † 1895)
- Adriano Marinetti, militare e politico italiano (Verona, n. 1875 - Roma, † 1954)
- Adriano Visconti, ufficiale italiano (Tripoli, n. 1915 - Milano, † 1945)
- Adriano d'Onier, militare italiano (Moûtiers, n. 1793)

## Monaci cristiani(1)
- Adriano di Oudenbosch, monaco cristiano tedesco (Oudenbosch - Liegi, † 1483)

## Montatori(1)
- Adriano Tagliavia, montatore e regista italiano (Milano, n. 1942)

## Musicisti(2)
- Adriano Banchieri, musicista, compositore e poeta italiano (Bologna, n. 1568 - † 1634)
- Adriano Pennino, musicista, arrangiatore e direttore d'orchestra italiano (Napoli, n. 1961)

## Musicologi(1)
- Adriano Cavicchi, musicologo e giornalista italiano (Poggio Renatico, n. 1934 - Ferrara, † 2024)

## Nobili(1)
- Adriano Torelli, nobile italiano (Montechiarugolo, n. 1609 - Guastalla, † 1680)

## Numismatici(1)
- Adriano Savio, numismatico italiano (Milano, n. 1947)

## Organari(1)
- Adriano Fedri, organaro italiano (Atri, n. 1727 - Atri, † 1797)

## Organisti(1)
- Adriano Falcioni, organista italiano (Terni, n. 1975)

## Pallavolisti(2)
- Adriano Paolucci, ex pallavolista italiano (Roma, n. 1979)
- Adriano Cavalcante, pallavolista brasiliano (Ituiutaba, n. 2002)

## Papi(6)
- Papa Adriano I, papa, vescovo e cardinale italiano (Roma - Roma, † 795)
- Papa Adriano II, papa e vescovo italiano (Roma, n. 792 - Roma, † 872)
- Papa Adriano III, papa, cardinale e santo italiano (Roma - Spilamberto, † 885)
- Papa Adriano IV, papa, cardinale e abate inglese (Abbots Langley - Anagni, † 1159)
- Papa Adriano V, papa e cardinale italiano (Genova - Viterbo, † 1276)
- Papa Adriano VI, papa, vescovo cattolico e cardinale olandese (Utrecht, n. 1459 - Roma, † 1523)

## Partigiani(3)
- Adriano Casadei, partigiano italiano (Poviglio, n. 1922 - Castrocaro Terme, † 1944)
- Adriano Ghione, partigiano italiano (Castellamonte, n. 1926 - Rivarolo Canavese, † 1944)
- Adriano Gozzoli, partigiano italiano (Firenze, n. 1922 - Firenze, † 1944)

## Pentatleti(2)
- Adriano Facchini, pentatleta italiano (Pesaro, n. 1927 - † 1969)
- Adriano Lanza, pentatleta italiano (Torino, n. 1884 - Torino, † 1975)

## Piloti automobilistici(1)
- Adriano De Micheli, pilota automobilistico italiano (Genova, n. 1976)

## Pittori(6)
- Adriano Baldini, pittore, decoratore e ceramista italiano (Faenza, n. 1810 - Faenza, † 1881)
- Adriano Baracchini Caputi, pittore italiano (Firenze, n. 1883 - Livorno, † 1968)
- Adriano Fida, pittore italiano (Reggio Calabria, n. 1978 - Rosarno, † 2022)
- Adriano Gajoni, pittore italiano (Milano, n. 1913 - Milano, † 1965)
- Adriano Sicbaldi, pittore italiano (Bottrighe, n. 1911 - † 2007)
- Adriano Spilimbergo, pittore italiano (Buenos Aires, n. 1908 - Spilimbergo, † 1975)

## Poeti(5)
- Adriano, poeta greco antico
- Adriano Grande, poeta e pittore italiano (Genova, n. 1897 - Roma, † 1972)
- Adriano Guerrini, poeta e docente italiano (Alfonsine, n. 1923 - Genova, † 1986)
- Adriano Morselli, poeta e librettista italiano
- Adriano Spatola, poeta, editore e critico letterario italiano (Sappiane, n. 1941 - Sant'Ilario d'Enza, † 1988)

## Politici(17)
- Adriano Biasutti, politico italiano (Palazzolo dello Stella, n. 1941 - Udine, † 2010)
- Adriano Cario, politico italiano (Montevideo, n. 1972)
- Adriano Ciaffi, politico italiano (Macerata, n. 1936)
- Adriano Colocci, politico, fotografo e giornalista italiano (Jesi, n. 1855 - Roma, † 1941)
- Adriano Diena, politico italiano (Venezia, n. 1857 - Conegliano, † 1943)
- Adriano Espaillat, politico statunitense (Santiago de los Caballeros, n. 1954)
- Adriano Goio, politico italiano (Trento, n. 1936 - † 2016)
- Adriano Icardi, politico italiano (Ricaldone, n. 1941)
- Adriano Maleiane, politico e economista mozambicano (Matola, n. 1949)
- Adriano Mari, politico italiano (Firenze, n. 1813 - Fiesole, † 1887)
- Adriano Paroli, politico italiano (Brescia, n. 1962)
- Adriano Sansa, politico, magistrato e scrittore italiano (Pola, n. 1940)
- Adriano Seroni, politico, giornalista e critico letterario italiano (Firenze, n. 1918 - Roma, † 1990)
- Adriano Tilgher, politico italiano (Taranto, n. 1947)
- Adriano Varrica, politico italiano (Palermo, n. 1982)
- Adriano Vignali, politico italiano (Reggio Emilia, n. 1941)
- Adriano Zaccagnini, politico italiano (Roma, n. 1982)

## Principi(1)
- Adriano Comneno, principe e generale bizantino

## Produttori cinematografici(2)
- Adriano Ariè, produttore cinematografico e produttore televisivo italiano (Roma, n. 1939 - Roma, † 2005)
- Adriano De Micheli, produttore cinematografico italiano (Galatina, n. 1934)

## Psichiatri(1)
- Adriano Ossicini, psichiatra, politico e partigiano italiano (Roma, n. 1920 - Roma, † 2019)

## Pugili(1)
- Adriano Cardarello, pugile italiano (Roma, n. 1986)

## Registi(4)
- Adriano Barbano, regista italiano (Castri di Lecce, n. 1926 - Lecce, † 1985)
- Adriano Bolzoni, regista, sceneggiatore e giornalista italiano (Cremona, n. 1919 - Cremona, † 2005)
- Adriano Cutraro, regista e sceneggiatore italiano (Bünde, n. 1982)
- Adriano Magli, regista e critico teatrale italiano (Bologna, n. 1920 - Roma, † 1988)

## Retori(1)
- Adriano di Tiro, retore greco antico (Tiro)

## Rugbisti a 15(1)
- Adriano Aguiari, rugbista a 15 italiano (Milano, n. 1941)

## Santi(2)
- Adriano di Nicomedia, santo romano (Nicomedia, † 306)
- Adriano di Cesarea, santo siriano (Cesarea marittima, † 309)

## Scacchisti(1)
- Adriano Chicco, scacchista, compositore di scacchi e avvocato italiano (Genova, n. 1907 - † 1990)

## Sciatori alpini(1)
- Adriano Guarnieri, sciatore alpino italiano (Feltre, n. 1914 - Feltre, † 1983)

## Scrittori(4)
- Adriano Barone, scrittore e sceneggiatore italiano (Rho, n. 1976)
- Adriano Petta, scrittore e storico italiano (Carpinone, n. 1945)
- Adriano Sofri, scrittore, opinionista e attivista italiano (Trieste, n. 1942)
- Adriano Soldini, scrittore e saggista svizzero (Novazzano, n. 1921 - Lugano, † 1989)

## Scultori(3)
- Adriano Bozzolo, scultore italiano (n. 1927 - † 2011)
- Adriano Cecioni, scultore, pittore e critico d'arte italiano (Fontebuona, n. 1836 - Firenze, † 1886)
- Adriano Fiorentino, scultore e medaglista italiano (Firenze - Firenze, † 1499)

## Sindacalisti(1)
- Adriano Musi, sindacalista e politico italiano (Arpino, n. 1948)

## Sovrani(1)
- Adriano d'Orléans, sovrano († 821)

## Stilisti(1)
- Adriano Pallini, stilista e collezionista d'arte italiano (Atri, n. 1897 - † 1955)

## Storici(4)
- Adriano Cavanna, storico e giurista italiano (Alessandria, n. 1938 - Milano, † 2002)
- Adriano Franceschini, storico e epigrafista italiano (Ferrara, n. 1920 - Ferrara, † 2005)
- Adriano Prosperi, storico italiano (Cerreto Guidi, n. 1939)
- Adriano Romualdi, storico, saggista e politico italiano (Forlì, n. 1940 - Roma, † 1973)

## Storici dell'architettura(1)
- Adriano Alpago-Novello, storico dell'architettura e architetto italiano (Belluno, n. 1932 - Belluno, † 2005)

## Storici dell'arte(1)
- Adriano Mariuz, storico dell'arte italiano (Castelfranco Veneto, n. 1938 - Castelfranco Veneto, † 2003)

## Tennisti(1)
- Adriano Panatta, ex tennista, pilota motonautico e allenatore di tennis italiano (Roma, n. 1950)

## Tipografi(1)
- Adriano Salani, tipografo e editore italiano (Firenze, n. 1834 - Firenze, † 1904)

## Tiratori di fune(1)
- Adriano Arnoldo, tiratore di fune italiano (Venezia, n. 1881)

## Umanisti(1)
- Adriano Politi, umanista e traduttore italiano (San Quirico d'Orcia, n. 1542 - Sarteano, † 1625)

## Vescovi cattolici(4)
- Adriano Caprioli, vescovo cattolico italiano (Solbiate Olona, n. 1936)
- Adriano Cevolotto, vescovo cattolico italiano (Treviso, n. 1958)
- Adriano Ciocca Vasino, vescovo cattolico e missionario italiano (Borgosesia, n. 1949)
- Adriano Tessarollo, vescovo cattolico italiano (Tezze sul Brenta, n. 1946)

## Senza attività specificata(1)
- Adriano Teso, ex politico e imprenditore italiano (Bergamo, n. 1945)